# Selena Gomez & the Scene
Selena Gomez & the Scene fue una banda de pop-rock estadounidense integrada por Selena Gomez (voz), Greg Garman (batería), Joey Clement (bajo), Dane Forrest (teclados) y Drew Taubenfeld (guitarra). Gomez, quien anteriormente trabajaba para Disney cantando en diversas bandas sonoras de series originales del canal, fundó la banda hacia 2009 y firmó contrato con Hollywood Records. No deseaba ser cantante en solitario y quería que el proyecto se llamase «The Scene», pero como el nombre habría resultado confuso para su joven audiencia, quienes la conocían por su nombre y por protagonizar Wizards of Waverly Place, finalmente decidieron unir ambos nombres.
El 29 de septiembre de 2009, la discográfica publicó su primer álbum de estudio, titulado Kiss & Tell. El álbum tuvo buena recepción comercial y consiguió la certificación de disco de oro por parte de la RIAA y la CRIA. Según Bill Lamb de About.com, Kiss & Tell presenta influencias de Miley Cyrus, Kelly Clarkson y Avril Lavigne. Para promocionar el disco, Hollywood Records lanzó dos sencillos: «Falling Down» y «Naturally». Este último contó con buena recepción comercial y obtuvo reseñas positivas por parte de los críticos musicales, y llegó a ser certificado con discos de platino en los Estados Unidos y Canadá.
Casi un año después del lanzamiento de Kiss & Tell, la banda publicó su segundo álbum de estudio titulado A Year Without Rain. La discográfica lo lanzó el 21 de septiembre de 2010 y al igual que el anterior álbum de la banda, consiguió discos de oro por parte de la RIAA y la CRIA. Con la finalidad de promocionar A Year Without Rain, la banda lanzó «Round & Round» y «A Year Without Rain» como sencillos. Este último consiguió el certificado de disco de oro por la ARIA.
El 28 de junio de 2011 la banda lanzó su tercer álbum, When the Sun Goes Down que logró ubicarse entre las diez primeras posiciones en listas de popularidad de distintos países. Este se convirtió en su mayor lanzamiento, luego de recibir el certificado de disco de oro en más de cinco países. Hollywood Records extrajo tres sencillos, «Who Says», «Love You like a Love Song» y «Hit the Lights». Los primeros dos se convirtieron en éxitos internacionales y «Love You like a Love Song» consiguió la certificación de doble disco de platino por la RIAA al haberse vendido más de 2 000 000 de copias legales solo en los Estados Unidos. En febrero de 2012, la banda anunció su disolución temporal, ya que Gomez se dedicaría más a la actuación. De acuerdo con Nielsen SoundScan, para noviembre de 2012 la agrupación había vendido aproximadamente 2 304 000 de álbumes solo en los Estados Unidos. Para mayo de 2013, habían vendido más de diez millones de sencillos solo en los Estados Unidos.

## Historia

### 2008-2010: formación yKiss & Tell

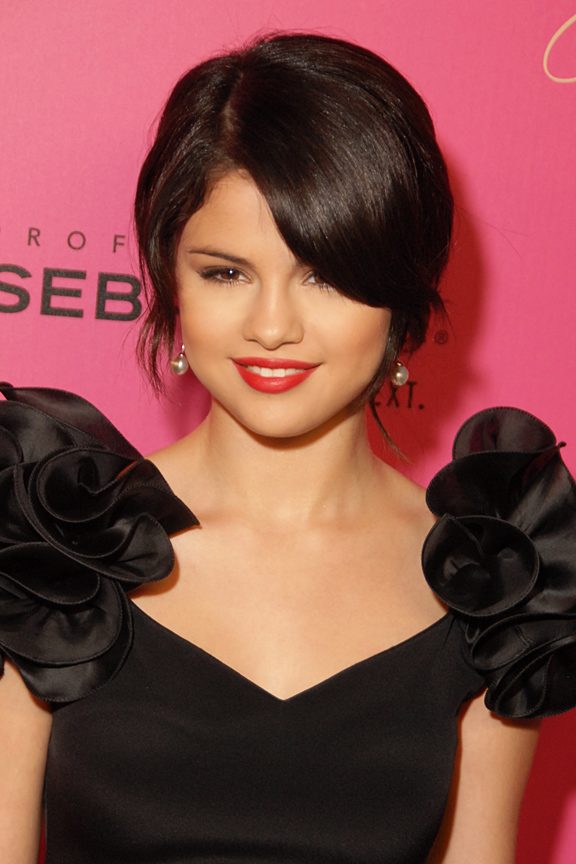
Selena Gomez, fundadora y vocalista de la banda

Antes de formar Selena Gomez & the Scene, la vocalista Selena Gomez se dedicaba a la actuación y a grabar bandas sonoras para diferentes películas y series de televisión. Entre 2002 y 2004 grabó diversas canciones durante su participación en la serie infantil Barney & Friends. Posteriormente participó en la banda sonora de Brain Zapped (2006). En 2008, Gomez procedió a participar en numerosas bandas sonoras de Disney Channel tales como One Hundred and One Dalmatians, Tinker Bell, y Another Cinderella Story. En 2009 realizó un dueto junto a Demi Lovato para Princess Protection Program y Walt Disney Records publicó la banda sonora de Wizards of Waverly Place, en la cual Gomez interpretaba cuatro temas. En agosto del mismo año, grabó «Send It On» junto con Demi Lovato, Miley Cyrus y la boy band Jonas Brothers para la iniciativa ecológica Disney's Friends for Change.
En 2008, Selena Gomez firmó un contrato discográfico con Hollywood Records, un sello fundado por Disney. En una entrevista afirmó que, desde el inicio de su proyecto musical, no quería ser una solista, sino formar una banda. Originalmente quería llamar a su banda The Scene, pero esto podría confundir a sus seguidores jóvenes que la conocían por su nombre gracias a la serie Wizards of Waverly Place, que se emitió de 2007 a 2012. Entonces los integrantes del grupo decidieron utilizar los dos nombres, y finalmente llamaron a la banda Selena Gomez & the Scene. Esta se componía en su formación de Selena Gomez como vocalista, Ethan Roberts en la guitarra, Joey Clement en el bajo, Greg Garman en la batería, y en el teclado Nick Foxer. También la vocalista de la banda anunció que todo los integrantes del grupo firmaron un contrato discográfico con Hollywood Records. Su género musical era principalmente pop rock, con influencias punk y dance.

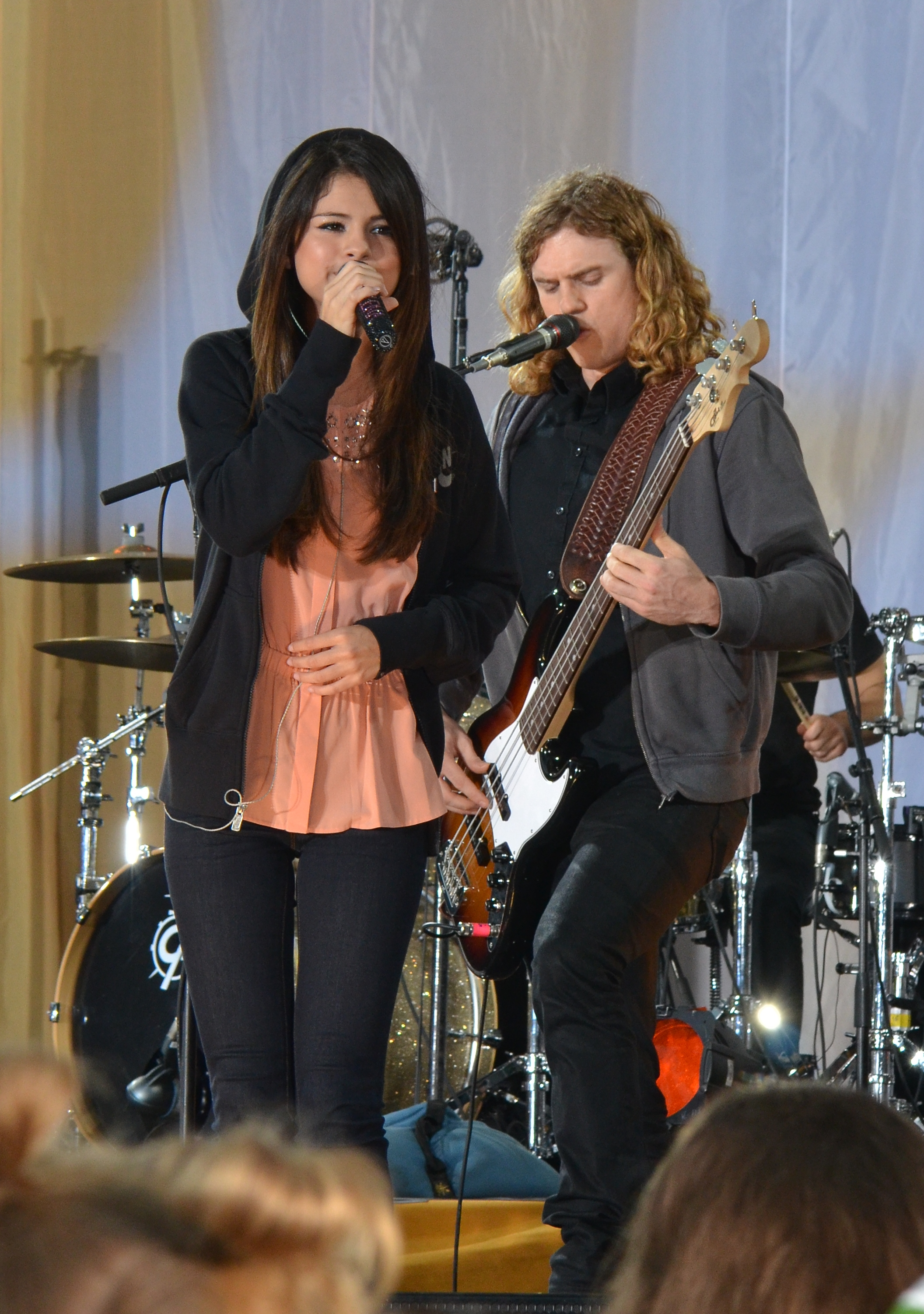
La banda interpretando «Naturally» en Good Morning America (2011)

El 29 de septiembre de 2009, la banda publicó su álbum debut titulado Kiss & Tell. En los Estados Unidos vendió aproximadamente 778 000 copias y recibió certificados de disco de oro por la RIAA y la CRIA. El álbum debutó en la posición número 9 en la lista Billboard 200 en la semana del 17 de octubre de 2009 y obtuvo buenas posiciones en las listas de popularidad mundiales; en España y Austria logró entrar al top 10, ubicándose en las posiciones 2 y 4, respectivamente, mientras que 
también logró ingresar a las listas de otros países como Canadá, Reino Unido, Irlanda, Nueva Zelanda y Alemania en las posiciones 22, 12, 14, 21 y 19, respectivamente.
Para la promoción de Kiss & Tell se lanzaron dos sencillos, «Falling Down» y «Naturally». El primero se publicó el 25 de agosto de 2009 y alcanzó las posiciones 11, 69 y 82 en las listas Australian Hitseekers Singles Chart, Canadian Hot 100 y Billboard Hot 100, respectivamente. Según Bill Lamb de About.com, «Falling Down» presentaba influencias de la cantante canadiense Avril Lavigne. Chris Dooley dirigió el vídeo musical del primer sencillo de la banda y debutó en Disney Channel el 28 de agosto de 2009, tras el estreno de la película ganadora del Emmy y protagonizada por Gomez Wizards of Waverly Place: The Movie.
El 1 de febrero de 2010, la discográfica lanzó el sencillo «Naturally», el cual contó con mejor recepción comercial, ya que logró encabezar la lista Dance/Club Play Songs, perteneciente a la revista estadounidense Billboard e ingresó al top 10 en otras siete listas internacionales. Asimismo, consiguió la certificación de disco de platino en los Estados Unidos y Canadá. A finales de año, Bill Lamb de About.com la nombró una de las «100 mejores canciones de pop del 2010». El 9 de marzo de 2010 la banda publicó su primer EP, titulado Naturally (The Remixes). En él se incluyeron cuatro versiones de «Naturally», las cuales los disc jockeys Dave Audé, Ralphi Rosario y Disco Fries las remezclaron.

### 2010-2011:A Year Without Rain

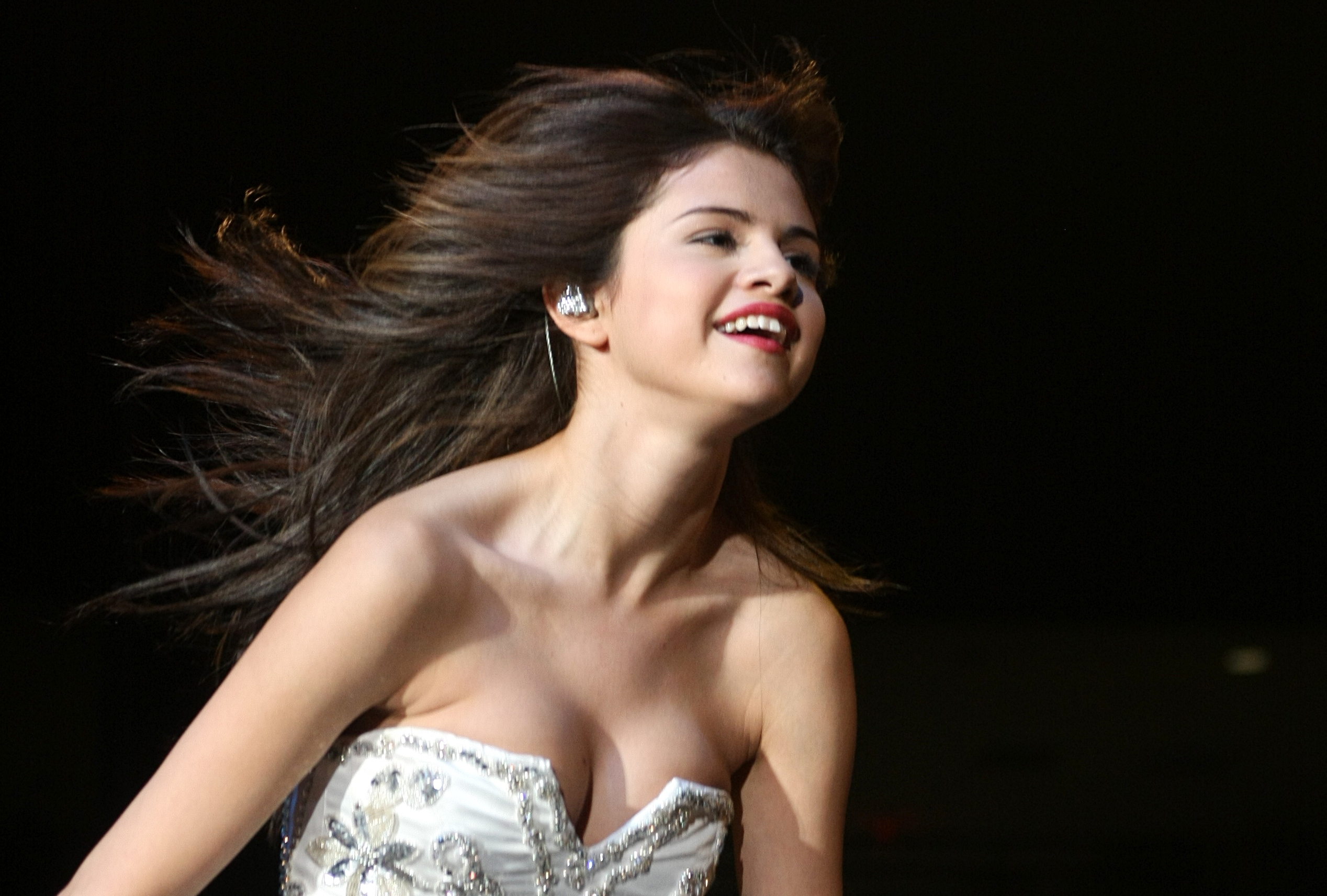
La vocalista cantando en un concierto en diciembre de 2010

Casi un año después del lanzamiento de Kiss & Tell, la banda confirmó que su segundo álbum de estudio se titularía A Year Without Rain. Hollywood Records lo lanzó finalmente el 17 de septiembre de 2010. Según la vocalista, el disco estaba inspirado en sus seguidores y «puedes disfrutarlo en casa o en una pista de baile». Según Phil Gallo de la revista Billboard, para junio de 2011, A Year Without Rain había vendido aproximadamente 609 000 copias legales solo en los Estados Unidos. El disco, al igual que el anterior, consiguió un disco de oro por la RIAA en febrero del 2011. Contó con buena recepción comercial a nivel mundial, en los Estados Unidos debutó en la cuarta posición de la lista Billboard 200 y obtuvo la posición número 10 en la lista Digital Albums. También alcanzó el top 10 en Argentina, Canadá, España, República Checa, Portugal y Grecia.
Para promocionar el segundo material discográfico de la banda, se lanzaron dos sencillos, «Round & Round» y «A Year Without Rain». Hollywood Records lanzó el primero de estos el 22 de junio de 2010 y contó con críticas mayormente positivas. La misma discográfica publicó «A Year Without Rain» el 14 de septiembre de 2010, y obtuvo la posición número uno en la lista Dance/Club Play Songs de Billboard. Disney Channel emitió el vídeo musical del segundo sencillo el 3 de septiembre de 2010 tras el estreno de Camp Rock 2: The Final Jam. «A Year Without Rain» obtuvo un disco de oro por parte de la ARIA y recibió dos nominaciones en los MuchMusic Video Awards 2011 en las categorías de vídeo internacional del año y vídeo favorito del año, pero perdió en ambas contra «Judas» y «Born This Way» de Lady Gaga, respectivamente. El 13 de julio de 2010, la banda lanzó el primer sencillo promocional de A Year Without Rain, titulado «Live Like There's No Tomorrow». El tema también sirvió para promocionar la película Ramona and Beezus (2010), protagonizada por Gomez. El 26 de octubre de 2010 publicaron la versión en español de «A Year Without Rain», titulada «Un año sin lluvia» como segundo sencillo promocional del disco. El 21 de diciembre de 2010 el grupo lanzó The Club Remixes, el primer álbum de remezclas de la banda, el cual contenía remezclas de «Naturally», «Round & Round» y «A Year Without Rain». El 20 de octubre de 2010, la banda inició el A Year Without Rain Tour en Inglaterra, y posteriormente visitaron otros países tales como los Estados Unidos, Argentina y Chile con la finalidad de promocionar el álbum a nivel mundial.

### 2011-2012:When the Sun Goes Downy disolución

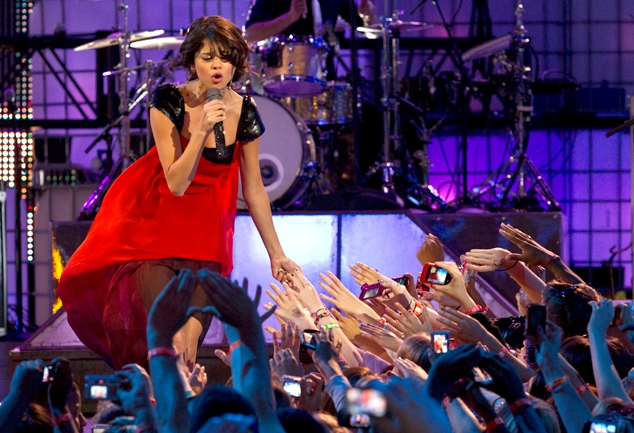
La banda interpretando «Who Says» en los Much Music Video Awards 2011

El 11 de marzo del 2011, Hollywood Records lanzó «Who Says» como sencillo. La vocalista comentó que: «Al principio no quería lanzar un nuevo álbum [...] pero escuché "Who Says" y pensé que era impresionante, me inspiró completamente». Originalmente el tercer trabajo de la banda se titularía Otherside, sin embargo Gomez informó en su página de Facebook que el título del disco sería When the Sun Goes Down y publicó la portada del álbum junto a un mensaje que decía: «Quería ser la primera en mostrarles un adelanto de la portada de mi próximo álbum When the Sun Goes Down. ¡Sale [a la venta] el 28 de junio!». La discográfica lanzó el álbum finalmente el 24 de junio del 2011. El disco también contó con buena recepción comercial en varios países. En la lista Billboard 200 alcanzó el número 3, lo que lo convertía en el álbum mejor posicionado de la banda en dicha lista. Además logró ingresar a las diez primeras posiciones en otros países, tales como Canadá, España, la región de Flandes en Bélgica, México, Noruega, Italia y Portugal, y se convirtió en el material discográfico con mejor recepción comercial a nivel mundial de la banda luego de recibir la certificación de disco de oro en más de cinco países. Asimismo, fue el cuadragésimo tercer álbum más vendido en los Estados Unidos durante el 2011, con aproximadamente 536 000 copias, por lo que superó así a otros lanzamientos de 2011 como Sorry for Party Rocking de LMFAO, Talk That Talk de Rihanna, Stronger de Kelly Clarkson, Goodbye Lullaby de Avril Lavigne y Unbroken de Demi Lovato, entre otros.

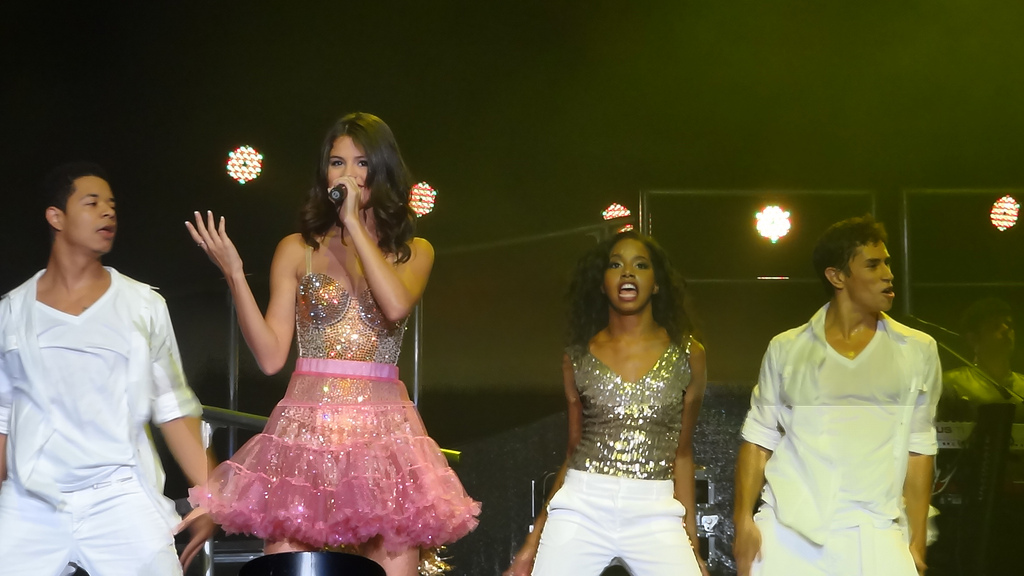
Selena Gomez & the Scene durante el We Own the Night Tour (2011)

 Con el fin de promocionar el álbum, Hollywood Records lanzó tres sencillos: «Who Says», «Love You like a Love Song» e «Hit the Lights». El primero de estos debutó en el programa On Air with Ryan Seacrest y Gomez comentó que el tema era «un mensaje para los haters que tratan de derribarla». La discográfica lanzó «Who Says» oficialmente el 11 de marzo de 2011, y tuvo buena recepción comercial, lo que lo convirtió en uno de los sencillos más exitosos de la banda. En la lista Billboard Hot 100 obtuvo la posición número 21, posición más alta alcanzada por la banda en esa lista. Al igual que su antecesor «A Year Without Rain», «Who Says» alcanzó el primer puesto en la lista Dance/Club Play Songs. El 19 de junio de 2011, la agrupación presentó el primer sencillo de When the Sun Goes Down en el episodio número tres de So Random!. El 17 de junio la banda lanzó «Love You like a Love Song» como el segundo sencillo de When the Sun Goes Down. El tema inmediatamente tuvo buena recepción comercial y al igual que sus dos antecesores llegó a la posición número uno en la lista Dance/Club Play Songs. Alcanzó la posición número uno en Rusia y estuvo entre los diez primeros en Eslovaquia, Hungría y Canadá. «Who Says» consiguió la certificación de disco de oro y disco de platino por la ARIA y la RIAA, respectivamente, mientras que «Love You like a Love Song» obtuvo doble disco de platino en los Estados Unidos por vender 2 000 000 de copias legales. El elenco de la serie Glee versionó «Love You like a Love Song» en el decimonoveno episodio de su tercera temporada, «Prom-asaurus».

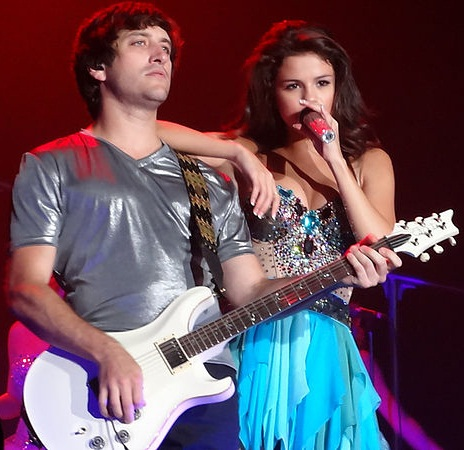
Ethan Roberts y Selena Gomez durante el We Own the Night Tour (2011)

 El grupo lanzó «Hit the Lights» como tercer sencillo del álbum el 20 de enero en diversos países y en los Estados Unidos el 10 de abril de 2012. Este tuvo menor recepción comercial en comparación con sus antecesores, sin embargo logró ubicarse en el puesto número 55 en la lista Canadian Hot 100. La discográfica también extrajo dos sencillos promocionales de When the Sun Goes Down; «Bang Bang Bang» y «Dices». El primero de estos ocupó la posición número 94 en el conteo Billboard Hot 100 y en la 97 en la lista Canadian Hot 100 y recibió buenos comentarios por parte de los críticos. El segundo sencillo promocional era la versión en español de «Who Says», se dio a conocer cuando Gomez publicó el audio de la canción en su canal en YouTube, y logró críticas positivas que elogiaban la «fluidez de cada palabra en su lengua».
Con la finalidad de seguir promocionando su tercer trabajo discográfico, la banda inició su gira mundial We Own the Night Tour, donde realizaron un homenaje a Britney Spears, una de las principales influencias de la banda y durante la cual visitaron Norteamérica y América del Sur. En febrero de 2012, Gomez publicó un mensaje en Facebook en el que manifestaba que tomaría «un descanso» de la música para dedicarse más a la actuación, y comentó: «[...] Mi banda y yo nos separaremos por un tiempo. Este año será sobre películas y actuación y quiero que mi banda toque música donde quiera y con quien quiera. Vamos a volver, pero será un largo tiempo. Los amo a ellos y a ustedes chicos». Además, Gomez comentó que le «emociona» la «nueva etapa en su carrera sin música». En junio de 2012, Rock Mafia publicó un adelanto de una versión alternativa de «My Dilemma» titulada «My Dilemma 2.0», y posteriormente, confirmó que contaría con la colaboración del rapero Flo Rida. Sin embargo, Rock Mafia anunció que la discográfica de la banda no autorizó el lanzamiento del tema. Para mayo de 2013, Selena Gomez & the Scene habían vendido más de diez millones de sencillos solo en los Estados Unidos.

## Estilo musical e influencias

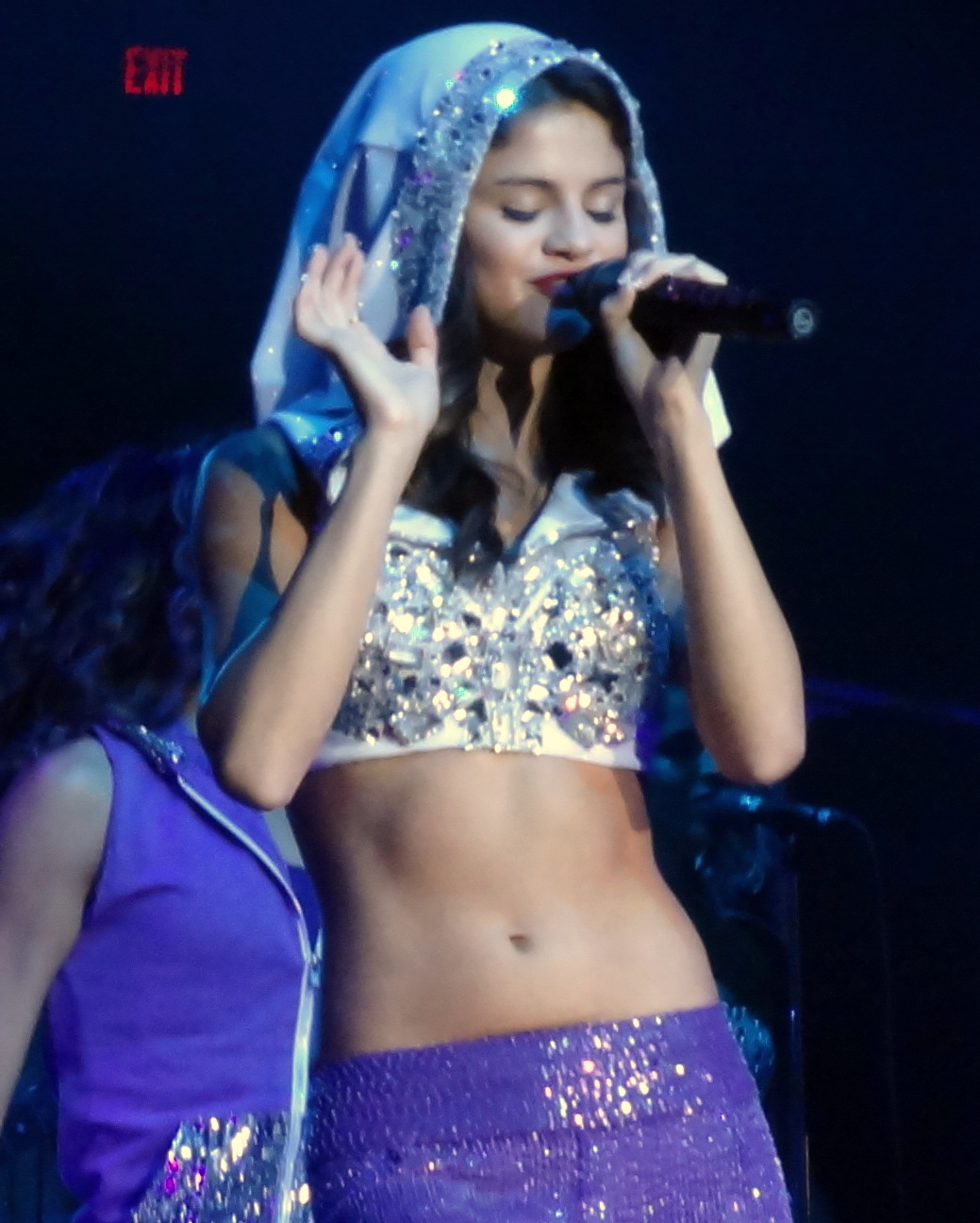
La vocalista de la banda durante el We Own the Night Tour (2011)

En Kiss & Tell, la música era generalmente pop, sin embargo, presentaba características de otros géneros como el dance con influencias latinas. De acuerdo con Bill Lamb de About.com, a pesar de que la vocalista tenía un estilo distinguible, en algunas canciones se derivaba del estilo de otros artistas como Kelly Clarkson en «I Won't Apologize», Avril Lavigne en «Crush» y Miley Cyrus en «The Way I Loved You». Después de la publicación de Kiss & Tell, Gomez dijo que el segundo álbum de la banda tenía un estilo más maduro. Según Tim Sendra de Allmusic, A Year Without Rain era «una mezcla de teen pop con estribillos super pegadizos y la dulce y potente voz de Selena [...]». Se definía más en el género dance pop, reduciendo la influencia del pop rock y emo pop.
Tim Sendra de Allmusic comentó que When the Sun Goes Down volvía a asumir el estilo expuesto en el primer álbum, en la que se mostraba una cantante más alegre y sin preocupaciones. Según Bill Lamb de About.com, la banda con su tercer álbum «hizo una maduración gradual del mundo del pop de Disney para convertirlo en algo más atractivo para los adultos fans del pop, demostrando que fue más allá que otras cantantes de Disney como Miley Cyrus y Demi Lovato».
En cuanto a sus influencias, la vocalista comentó que de adolescente se inspiró en el personaje de Lizzie McGuire interpretado por Hilary Duff, y más tarde por Bruno Mars, Katy Perry, Cheryl Cole y en particular por Britney Spears, cuyas primeras canciones eran sus favoritas. Durante sus presentaciones en la gira We Own the Night Tour, la banda realizó un homenaje a Britney Spears, donde incluyó las canciones «...Baby One More Time», «(You Drive Me) Crazy», «I'm a Slave 4 U», «Toxic», «Oops!... I Did It Again» y «Hold It Against Me». Por otro lado, el baterista de la banda, Greg Garman comentó que sus mayores influencias eran The Beatles, Tool, Rage Against the Machine, Dave Grohl, Steve Gadd, Steve Jordan, Vinnie Colaiuta y The Mars Volta. Selena Gomez también ha influenciado notablemente a otros artistas, tales como China Anne McClain, Bella Thorne y Zendaya Coleman.

## Discografía
- 2009: Kiss & Tell
- 2010: A Year Without Rain
- 2011: When the Sun Goes Down

## Miembros
Formación final
- Selena Gomez - voz[2] (2008–2012)
- Greg Garman - batería (2008–2012)
- Joey Clement - bajo[106] (2008–2012)
- Dane Forrest - teclados[2] (2008–2012)
- Drew Taubenfeld - guitarra[2] (2012)

Antiguos miembros
- Nick Foxer - coros - teclados[107] (2008–2009)
- Ethan Roberts - guitarra -  coros[108][109][110] (2008–2012)

Miembros en giras
- Lindsey Harper – respaldo vocal (2010–2012)
- Katelyn Clampett – respaldo vocal (2011–2012)
- Ashleigh Haney – respaldo vocal (2011)
- Christina Grimmie – respaldo vocal (2010–2011, asesinada en 2016)

## Premios y nominaciones
| Año  | Asociación                | Categoría                                     | Trabajo                     | Resultado | Ref.    |
| ---- | ------------------------- | --------------------------------------------- | --------------------------- | --------- | ------- |
| 2010 | Teen Choice Awards        | Mejor banda                                   | Selena Gomez & the Scene    | Ganador   | [ 111 ] |
| 2010 | Teen Choice Awards        | Artista revelación                            | Selena Gomez & the Scene    | Ganador   | [ 111 ] |
| 2010 | MTV Europe Music Awards   | Mejor acto abriéndose paso                    | Selena Gomez & the Scene    | Nominado  | [ 112 ] |
| 2011 | People's Choice Awards    | Artista revelación favorito                   | Selena Gomez & the Scene    | Ganador   | [ 113 ] |
| 2011 | MuchMusic Video Awards    | Vídeo internacional del año – artista         | «A Year Without Rain»       | Nominado  | [ 64 ]  |
| 2011 | MuchMusic Video Awards    | Tu vídeo internacional favorito               | «A Year Without Rain»       | Nominado  | [ 64 ]  |
| 2011 | MuchMusic Video Awards    | El vídeo MuchMusic.com más visto del año      | «A Year Without Rain»       | Nominado  | [ 64 ]  |
| 2011 | Teen Choice Awards        | Mejor banda                                   | Selena Gomez & the Scene    | Ganador   | [ 114 ] |
| 2011 | Teen Choice Awards        | Mejor sencillo                                | «Who Says»                  | Ganador   | [ 114 ] |
| 2011 | Teen Choice Awards        | Canción de amor                               | «Love You like a Love Song» | Ganador   | [ 114 ] |
| 2012 | MuchMusic Video Awards    | Vídeo internacional del año – grupo           | «Love You like a Love Song» | Ganador   | [ 115 ] |
| 2012 | Teen Choice Awards        | Sencillo por un grupo                         | «Hit the Lights»            | Nominado  | [ 116 ] |
| 2012 | Teen Choice Awards        | Grupo musical                                 | Selena Gomez & the Scene    | Ganador   | [ 116 ] |
| 2012 | Kids Choice Awards México | Canción favorita                              | «Love You like a Love Song» | Nominado  | [ 117 ] |
| 2012 | MTV Video Music Awards    | Mejor vídeo femenino                          | «Love You like a Love Song» | Nominado  | [ 118 ] |
| 2012 | Vevo Certified Awards     | Certificación Vevo de 100 millones de visitas | «Naturally»                 | Ganadora  | [ 119 ] |
| 2012 | Vevo Certified Awards     | Certificación Vevo de 100 millones de visitas | «A Year Without Rain»       | Ganadora  | [ 119 ] |
| 2012 | Vevo Certified Awards     | Certificación Vevo de 100 millones de visitas | «Who Says»                  | Ganadora  | [ 119 ] |
| 2012 | Vevo Certified Awards     | Certificación Vevo de 100 millones de visitas | «Love You like a Love Song» | Ganadora  | [ 119 ] |

## Giras
- Selena Gomez & the Scene: Live in Concert (2009-2010)
- A Year Without Rain Tour (2010-2011)
- We Own the Night Tour (2011-2012)